# Game On (film)
Game On is een Nederlandse film uit 2024 van Roy Poortmans.

## Verhaal
Een buitenaardse digitale entiteit weet tijdens een nacht het lichaam van een medewerker van een gamehal en de computersystemen van de gamehal over te nemen. Hierdoor neemt de gamewereld de echte wereld over. De enigen die de wereld kunnen redden is een groepje topgamers.

## Rolverdeling
| Acteur               | Personage                            | Opmerking |
| -------------------- | ------------------------------------ | --------- |
| Gio Latooy           | Ripvis (Roan)                        | topgamer  |
| Nick Golterman       | Kaasmaster (Ben)                     | topgamer  |
| Sonia Eijken         | Darkdawn                             | topgamer  |
| Horace Cohen         | Opa Pro                              | topgamer  |
| Marouane Meftah      | Issam                                | hoofdrol  |
| Wendy Ruijfrok       | Vicky                                |           |
| Vincent Visser       | Kingbling (Kai)                      | topgamer  |
| Lies Zhara           | Sniperpink                           | topgamer  |
| Jihane el Fahidi     | Amira Abbas (Moeder Issam)           |           |
| Jing Ma              | Soldaat (B.I.V.D.)                   |           |
| Bardo Ellens         | Smilo (Milo)                         | topgamer  |
| Dante Grootendorst   | Dino                                 | topgamer  |
| Melanie Latooy       | Assistent Sanne Vreeswijk (B.I.V.D.) |           |
| Britt Scholte        | Astrid (Assistent Maron)             |           |
| Maurits Delchot      | Winston Storm (B.I.V.D)              |           |
| Nienke Plas          | Sanne Vreeswijk (B.I.V.D.)           |           |
| Nick Vorsselman      | Soldaat (B.I.V.D.)                   |           |
| Jesse Molenaar       | Nas                                  |           |
| Pepijn van Hulst     | Soldaat (B.I.V.D.)                   |           |
| Michael Tiedtke      | Vuilnisman                           |           |
| Haitam Khalil        | Meneer Khalil                        |           |
| Matthijs Wind        | Psycholoog (B.I.V.D.)                |           |
| Tommy van de Laar    | Soldaat (B.I.V.D.)                   |           |
| Trobi                | DJ                                   |           |
| Remy Hogenboom       | Maron (CEO Gamehal)                  |           |
| Abe-Luuk Stedehouder | Soldaat (B.I.V.D.)                   |           |
| Rick Snelderwaard    | Weerman                              |           |

## Ontvangst
De film werd in het algemeen niet positief ontvangen. Zo schreef FilmTotaal: "Als deze film niet is geschreven door kunstmatige intelligentie dan mag De Vrijer zich diep, diep schamen" en gaf de film 1,5 ster. Daarnaast schreef De Volkskrant: "en ogenschijnlijk willekeurig gegenereerde verzameling draken en robots en een wezenloze actiescène in een maïsveld illustreren het armoedige karakter van deze poging jeugdige gameliefhebbers naar de bioscoop te lokken." en gaf de film maar 1 ster.